# Paracaciella sumatrana
Paracaciella sumatrana är en skalbaggsart som beskrevs av Stefan von Breuning 1969. Paracaciella sumatrana ingår i släktet Paracaciella och familjen långhorningar. Inga underarter finns listade i Catalogue of Life.